# Angleški pacient (film)
Angleški pacient (angleško The English Patient) je ameriški epski romantični vojni dramski film iz leta 1996, ki ga je režiral in zanj napisal scenarij Anthony Minghella in temelji na istoimenskem ormanu Michaela Ondaatjea iz leta 1992. Film je produciral Saul Zaentz, v glavnih vlogah pa nastopajo Ralph Fiennes, Juliette Binoche, Willem Dafoe, Kristin Scott Thomas, Naveen Andrews, Colin Firth, Julian Wadham in Jürgen Prochnow. Zgodba prikazuje skupino štirih oseb, ki se znajde v zapuščeni vili v severni Italiji v zadnjih mesecih druge svetovne vojne. Naslovni junak (Fiennes), ki je zaradi obsežnih opeklin neprepoznaven, z angleškim naglasom mladi medicinski sestri (Binoche) pripoveduje svojo življenjsko zgodbo, prikazano v seriji utrinkov iz preteklosti, s čimer razkrije svojo resnično identiteto in svoje ljubezensko razmerje pred vojno. 
Film je bil premierno prikazan 15. novembra 1996 in se je izkazal za finančno zelo uspešnega z 232 milijona USD prihodkov ob okoli 30-milijonskem proračunu in dobil tudi dobre ocene kritikov. Na 69. podelitvi je bil nominiran za oskarja v dvanajstih kategorijah, osvojil pa nagrade v devetih, tudi za najboljši film, režijo in stransko igralko (Binoche). Fiennes in Scott Thomasova sta bila nominiran za najboljšega igralca oz. igralko. Osvojil je še pet nagrad BAFTA, tudi za najboljši film, in dva zlata globusa, tudi za najboljši dramski film. Britanski filmski inštitut ga je uvrstil na 55. mesto najboljših britanskih filmov 20. stoletja.

## Vloge
- Ralph Fiennes kot Almásy
- Juliette Binoche kot Hana
- Willem Dafoe kot Caravaggio
- Kristin Scott Thomas kot Katharine Clifton
- Naveen Andrews kot Kip
- Colin Firth kot Geoffrey Clifton
- Julian Wadham kot Madox
- Jürgen Prochnow kot major Müller
- Kevin Whately kot Hardy
- Clive Merrison kot Fenelon-Barnes
- Nino Castelnuovo kot D'Agostino
- Hichem Rostom kot Fouad
- Peter Rühring kot Bermann
- Geordie Johnson kot Oliver
- Torri Higginson kot Mary
- Liisa Repo-Martell kot Jan
- Raymond Coulthard kot Rupert Douglas
- Philip Whitchurch kot des. Dade
- Lee Ross kot Spalding